# MITA Festival
MITA Festival foi um festival de música idealizado pelas empresas Bonus Track, de Luiz Oscar Niemeyer e Luiz Guilherme Niemeyer, e a 30e, pela primeira vez em 2022. Era reconhecido como um dos maiores festivais musicais do Brasil. O festival era realizado anualmente  em São Paulo e no Rio de Janeiro.
O festival já contou com apresentações de artistas consagrados nacionalmente e mundialmente, como Lana Del Rey, Marina Sena, Gorillaz, Florence and the Machine, Sabrina Carpenter, Matuê, Duda Beat, Jão dentre outros.
Em 2024, a organização do MITA anunciou a suspensão do festival, sem informar os motivos para essa decisão.

## História

### Primeira edição (2022)
A primeira edição do MITA Festival foi realizada em São Paulo e Rio de Janeiro, entre os dias 14 e 22 de maio de 2022. Na primeira edição o festival contou com apresentações de artistas consagrados como Rüfüs du Sol, The Kooks, Gorillaz, Two Door Cinema Club, Jão, Marina Sena, Liniker, Matuê dentre outros.

### Line-up
- Artistas principais de cada noite e palco em negrito.

| São Paulo (Spark Arena) | São Paulo (Spark Arena) |
| Sábado, 14 de maio | Domingo, 15 de maio |
| --- | --- |
| - Rüfüs du Sol - Gilberto Gil - Tom Misch - Marina Sena - Luedji Luna - Black Alien - Xênia França - Day Limns convida Lucas Silveira | - Gorillaz - Two Door Cinema Club - Marcelo D2 - Liniker - Matuê - Heavy Baile - Letrux - Coruja BC1 convida Larissa Luz                |
| Rio de Janeiro (Jockey Club) | |
| Sábado, 21 de maio | Domingo, 22 de maio |
| - Gorillaz - Two Door Cinema Club - The Kooks - Liniker - Black Alien - Heavy Baile - Xênia França - Coruja BC1 convida Larissa Luz   | - Rüfüs du Sol - Gilberto Gil - Tom Misch - Marcelo D2 - Jão - Letrux - Marcos Valle & Azymuth - Alice Caymmi convida Maria Luiza Jobim |

### Segunda edição (2023)
A segunda edição do MITA Festival foi realizada em São Paulo e Rio de Janeiro, entre os dias 27 e 28 de maio – 3 e 4 de junho de 2023. Na segunda edição o festival contou com apresentações de artistas consagrados como Lana Del Rey, Florence and the Machine, Sabrina Carpenter, Haim, Duda Beat, NX Zero, Carol Biazin, Tasha & Tracie dentre outros.

### Pista Premium
Esse ano, tanto no Rio de Janeiro quanto em São Paulo, o MITA resolveu investir em uma separação entre pista premium e pista comum, algo corriqueiro em eventos realizados dentro de estádios, mas não tão comum em festivais. Lollapalooza, Primavera Sound e Rock in Rio, por exemplo, não vendem ingressos para uma pista exclusiva em frente ao palco. Normalmente, o valor dos ingressos varia de acordo com o conforto e comodidade dentro do festival — questões mais relacionadas à espaço para descanso, banheiros separados e consumo alimentício. No MITA, para quem quis ficar colado na grade do artista favorito, o valor do ingresso foi mais caro e o conforto, praticamente igual. Enquanto os valores da pista comum variaram entre R$ 350 a R$ 950, os da pista premium foram de R$ 750 a R$ 2.200.

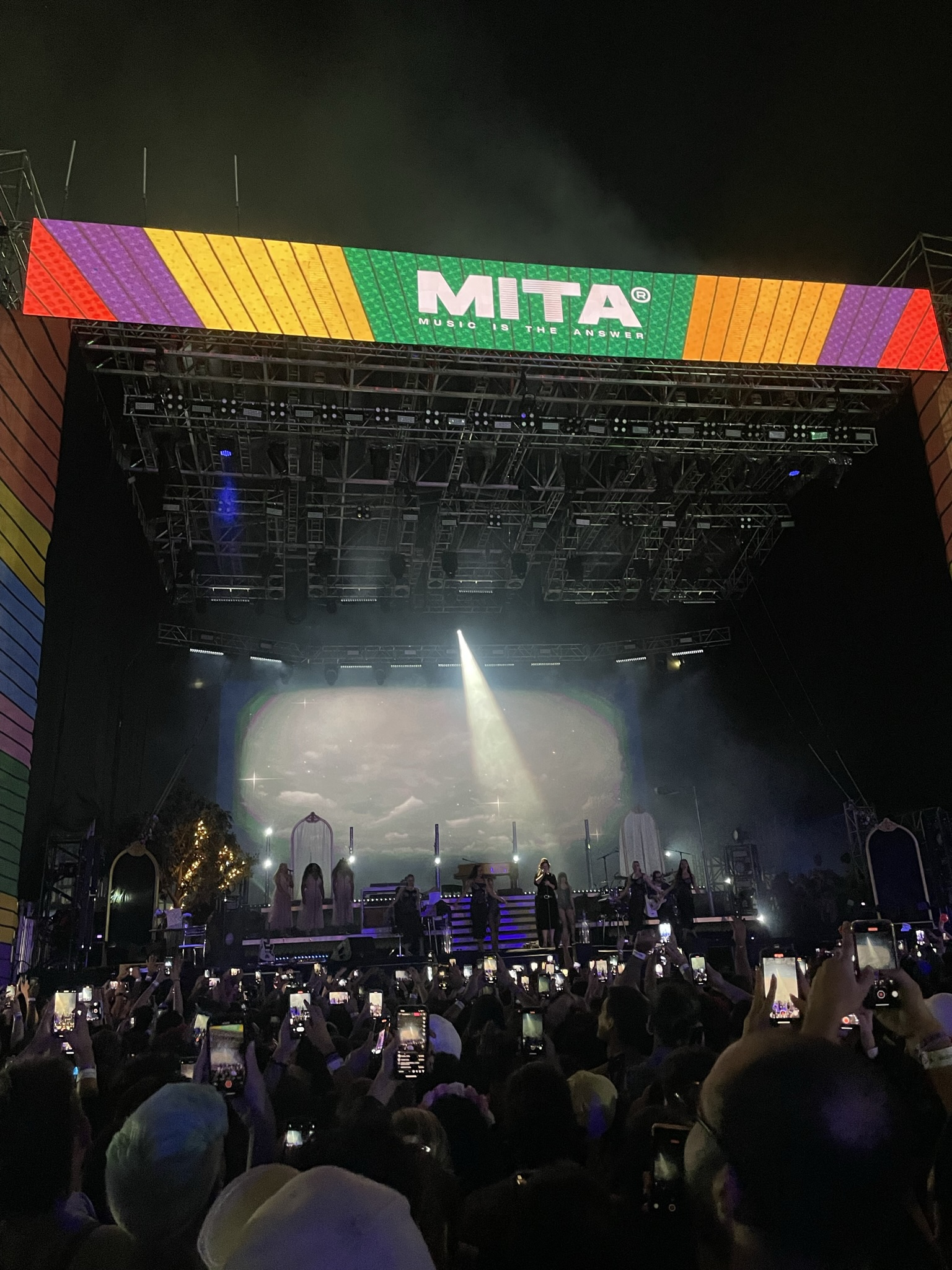
Lana Del Rey durante performance no Vale do Anhangabaú, São Paulo.

O festival destinou um espaço que aparentou ser muito maior do que o necessário para a pista premium. Quem optou pelo ingresso mais barato teve que lidar com toda a distância do palco, além da vista deprimente para os artistas. A situação gerou revolta tanto dentro do evento quanto nas redes sociais. Tanto na edição no Rio quanto em SP, a pista premium do MITA virou meme nas redes sociais. O espaço era muito maior do que a quantidade de pessoas e o resultado foi um vão entre os dois públicos. Os "premium" – em boa parte influenciadores e celebridades – ficaram colados no artista, enquanto os pagantes da pista normal tinham dificuldade de enxergar bem as apresentações do dia.

### Distância e som
Logo no primeiro dia, muitos fãs reclamaram da altura do som: não dava para ouvir do meio para o fim do Vale do Anhangabaú. Na noite de sábado, fãs da Lana Del Rey que estavam no meio da pista normal gritavam para a produção aumentar o volume. Já no dia seguinte, a impressão geral é de que o som estava bom para ouvir de qualquer distância, mas o MITA nega ter feito qualquer alteração. Os comentários durante o show final de domingo eram mais sobre a dificuldade em visualizar o palco. Apesar da vista privilegiada dos prédios do centro, o espaço vertical onde aconteceu o evento foi criticado por uma boa parte do público.

### Line-up
- Artistas principais de cada noite e palco em negrito.

| Rio de Janeiro (Jockey Club) | Rio de Janeiro (Jockey Club) |
| Sábado, 27 de maio | Domingo, 28 de maio |
| --- | --- |
| - Lana Del Rey - Flume - BadBadNotGood convida Arthur Verocai - Jorge Ben Jor - Planet Hemp convida Tropkillaz - Jehnny Beth - Gilsons - Larinhx convida MC Carol, Slipmani & Ebony | - Florence and the Machine - Haim - The Mars Volta - NX Zero - Scracho convida Baia - Sabrina Carpenter - Carol Biazin - Jean Tassy & Yago o Próprio                   |
| São Paulo (Vale do Anhangabaú) | |
| Sábado, 3 de junho | Domingo, 4 de junho |
| - Lana Del Rey - Flume - Natiruts - BadBadNotGood - Djonga convida BK' - Jehnny Beth - Duda Beat - Àvuà & Rodrigo Alarcon                                                           | - Florence and the Machine - Haim - The Mars Volta - NX Zero - Capital Inicial - Sabrina Carpenter - Don L convida Tasha & Tracie - Far from Alaska convida Supercombo |